# Lasioglossum chloridicum
Lasioglossum chloridicum är en biart som beskrevs av Ebmer 1974. Lasioglossum chloridicum ingår i släktet smalbin, och familjen vägbin. Inga underarter finns listade i Catalogue of Life.